# Kościół Świętej Trójcy w Lublanie
Kościół Świętej Trójcy (słoweń. Cerkev svete Trojice, Nunska cerkev) – parafialny kościół rzymskokatolicki zakonu urszulanek w Lublanie.

## Historia
W 1702 urszulanki przybyły z Gorycji do Lublany, gdzie założyły pierwszą publiczną szkołę dla dziewcząt. W 1707 i 1710 zakupiono teren pod budowę klasztoru (ogrody Auersperg, Eggenberg i Fabijančič). Budowę zaczęto w 1713 roku według projektu Carla Martinuzziego, a ukończono w 1717. 26 lipca 1718 wmurowano kamień węgielny pod budowę kościoła. Na kamieniu węgielnym wyryto imiona papieża Klemensa XII, cesarza Karola VI, biskupa Leslie, wojewody Gašpera, hrabiego Kobenzlai i założycieli klasztoru Jakuba Schellenburg i jego żony Anny Katarzyny. Kościół klasztorny wybudowano w latach 1719-1726. 18 października 1726 kościół został poświęcony. W tym czasie w kościele nie było jeszcze głównego ołtarza. W roku 1730 ołtarz zamówiła Anna Katarzyna Schellenburg przeznaczając na ten cel 6000 guldenów. Budowa ołtarza miała trwać 3 lata, jego wykonanie jednak przedłużyło się o ponad 10 lat. Poświęcenie ołtarza odbyło się 20 października 1745. Po zakończeniu wszystkich prac w kościele, 17 lipca 1747 został on uroczyście konsekrowany przez ówczesnego biskupa Lublany hrabiego Ernesta Amanda. 

## Architektura i wyposażenie
Fasada kościoła, ujęta z dwóch stron zabudowaniami klasztornymi, ma monumentalny charakter. Ozdabiają ją półkolumny w wielkim porządku, pomiędzy którymi umieszczono okna, oraz wydatny, barokowy szczyt. Nawę nakrywa sklepienie kolebkowe z lunetami, prezbiterium nakryte jest kopułą z latarnią.
Ołtarz główny wykonany w latach 1730-1744 to dzieło Francesca Robby, ufundowała go Anna Catherine Schellenburg. Wieńczą go personifikacje trzech cnót oraz złocony baldachim podtrzymywany przez anioły. Ołtarz boczny północny poświęcony Chrystusowi Cierpiącemu pochodzi z 1749 i jest prawdopodobnie wykonany przez rzeźbiarza Henrika Michaela Löhra. Znajdująca się w nim rzeźba Ecce Homo pochodzi z 1745. Cztery ołtarze boczne w kaplicach pochodzą z lat 1749-1752. Wykonane zostały przez Jožefa Göbhardta. Większość obrazów ołtarzowych namalował Valentin Metzinger.
Ambona z lat 1730–1732, dzieło cieśli Michaela Stokhingera i (prawdopodobnie) rzeźbiarza Henrika Michaela Löhra. Na jej koszu umieszczone są płaskorzeźby przedstawiające Wiarę i Kościół.
W kościele znajdują się również obrazy pochodzące z innych zlikwidowanych kościołów klasztornych w Lublanie, m.in. z kościoła kapucynów.
Przed kościołem znajduje się kolumna Świętej Trójcy z 1722 roku z grupą rzeźbiarską Koronacja Maryi wykonaną przez rzeźbiarza Francesca Robbę.